# General Electric T700
General Electric T700 a CT7 je série turbohřídelových a turbovrtulových motorů ve výkonové třídě mezi 1 500–3 000 shp (1 118,55–2 237,1 kW).
V roce 1967 začala firma General Electric pracovat na novém turbohřídelovém motoru "GE12" jako odpověď na požadavek americké armády po novém víceúčelovém vrtulníku. V roce 1967 byly firmám GE a Pratt & Whitney zadány zakázky pracovat paralelně s cílem navrhnout, vyrobit a otestovat novou technologii. Armádní úsilí vyústilo v 70. letech k vývoji vrtulníku Sikorsky S-70 Black Hawk, poháněného dvojicí motorů GE "T700", které vycházely z motoru GE12.

## Varianty
T700 vojenský turbohřídelový motor
- YT700: prototypová verze
- T700-GE-700: výchozí varianta T700

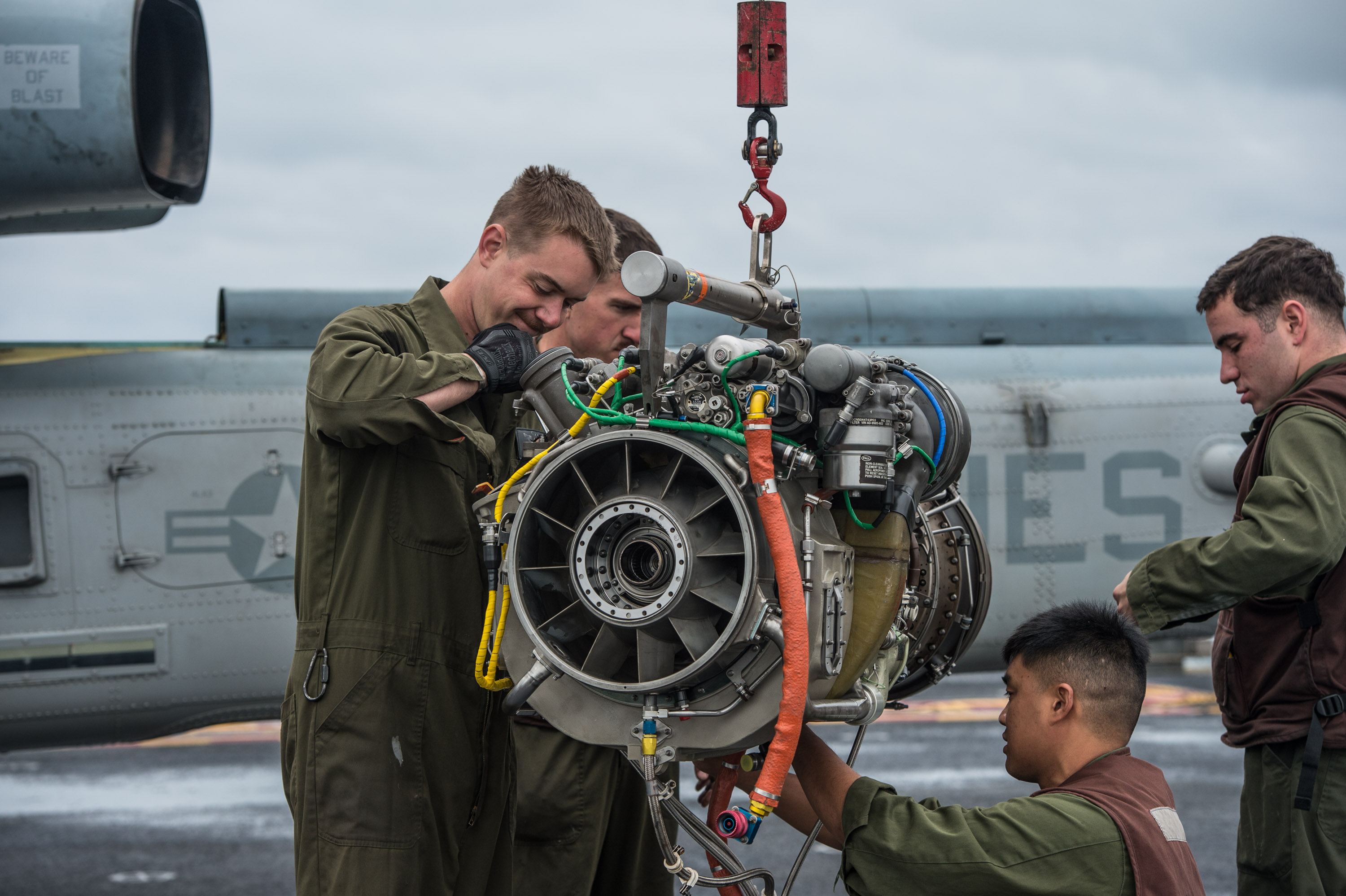
Američtí námořníci provádějí údržbu na T700-GE-401C z vrtulníku Bell UH-1Y

- T700-GE-701: vylepšené verze T700-GE-701A, -701B, -701C, -701D byly také vyvinuty z původních -700.[2]
- T700-GE-401: verze pro SH-60 Seahawk námořnictvo USA
- T700-GE-401C: univerzální použití verze -401
- T700-GE-701C: univerzální použití verze -701
- T700-TEI-701D: licenčně vyráběná verze Tusaş Engine Industries z Turecka. Vyvinuta pro použití v užitkovém vrtulníku Sikorsky/Turkish Aerospace Industries T-70[3]
- T700-701K: první verze řady T700 se zadním pohonem, výrobek ze společného vývoje se společností Samsung Techwin (později Hanwha Aerospace). Použití ve vrtulníku KAI KUH-1 Surion s licenční výrobou Hanwha[4]

CT7 turbohřídelový, komerční verze T700.
- CT7-2A: základní model
- CT7-2D: kompresor s vyšším průtokem a povrchové nátěry pro zlepšení odolnosti proti opotřebení a korozi
- CT7-2D1: podobné jako CT7-2D, ale používá horkou sekci typu CT7-6
- CT7-2E1: Leonardo Helicopters AW189
- CT7-6/-6A: turbohřídelové motory CT7-6/-6A jsou modernizované komerční varianty úspěšné řady motorů T700/CT7. Turbohřídelový motor pohání celou vývojovou flotilu vrtulníků AgustaWestland AW101 s tisíci letových hodin provozu.[5]
- CT7-8: CT7-8 je řada výkonných motorů ve třídě 1 864,25 až 2 237,1 kW (2 500 až 3 000 shp). Jsou výkonnějšími a efektivnějšími verzemi svých předchůdců[5]
- CT7-8A: verze řady CT7-8 používaná k pohonu starších vrtulníků Sikorsky S-92/H-92
- CT7-8A1: úspornější verze CT7-8A. Slouží k pohonu novějších vrtulníků Sikorsky S-92/H-92. CT7-8A1 má výkon 1 879,16 kW (2 520 shp)
- CT7-8A5
- CT7-8A7: vyvinutý společností GE jako vylepšená, účinnější a spolehlivější verze motoru CT7-8A1 pro vrtulníky Sikorsky CH-148 Cyclone Royal Canadian Air Force. Jedná se o nejmodernější verzi řady motorů CT7/T700. CT7-8A7 má výkon 2 237,1 kW (3 000 shp)
- CT7-8B
- CT7-8B5
- CT7-8E
- CT7-8E5
- CT7-8E6
- CT7-8F
- CT7-8F5

CT7 turbovrtulový, turbovrtulová verze CT7
- CT7-3: kompaktní zkrácená a odlehčená verze[6]
- CT7-5A2
- CT7-5A3
- CT7-7A
- CT7-7A1
- CT7-9B
- CT7-9B1
- CT7-9B2
- CT7-9C
- CT7-9C3
- CT7-9D
- CT7-9D2

## Použití

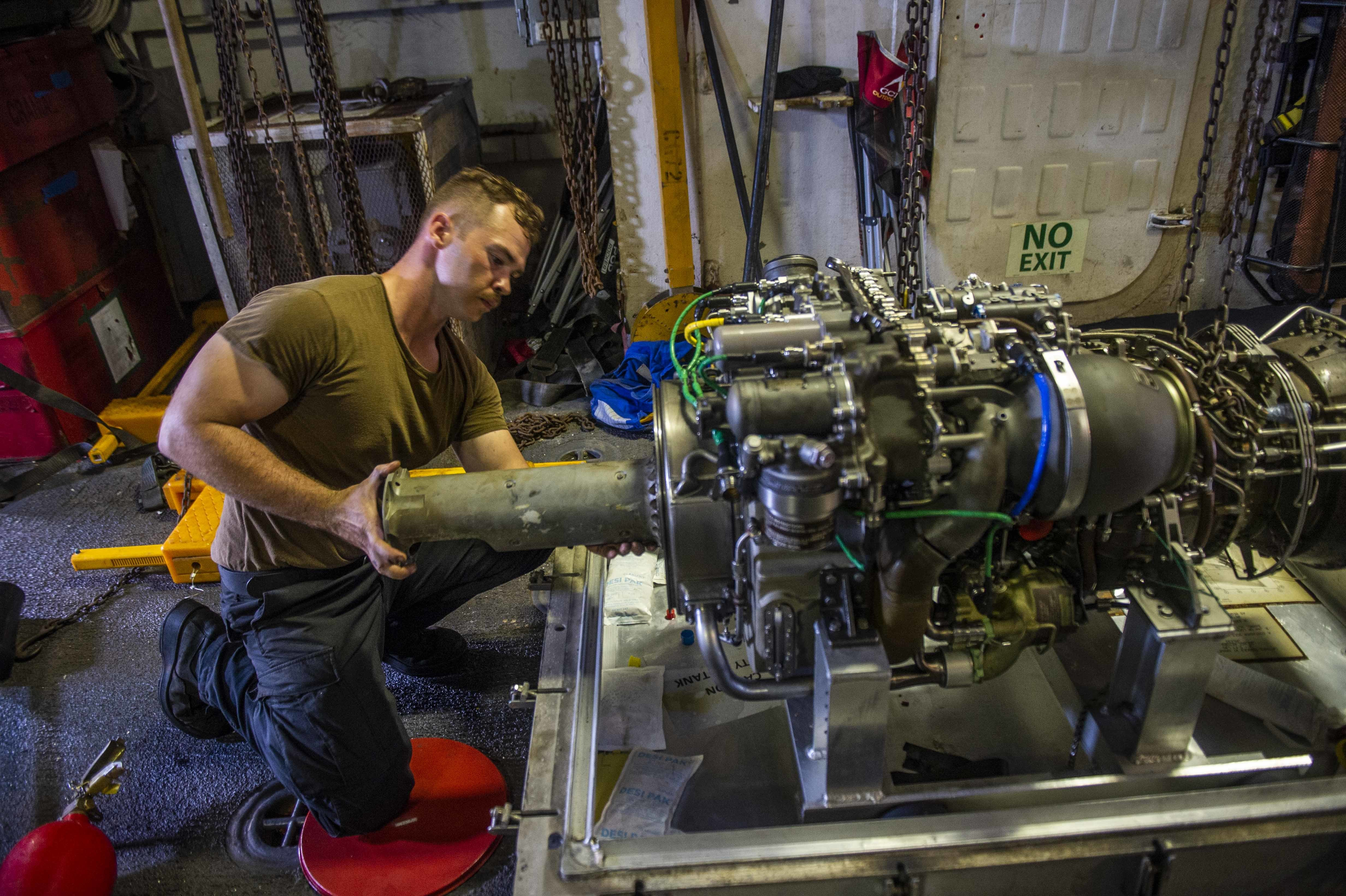
Námořník amerického námořnictva provádějící údržbu motoru T700 z letadla MH-60R Sea Hawk.

### T700/CT7 turbohřídelový
- AgustaWestland AW101
  - AgustaWestland CH-149 Cormorant
  - Lockheed Martin VH-71 Kestrel
- AgustaWestland AW149
- AgustaWestland AW189
- Bell 214ST
- Bell 525 Relentless
- Bell AH-1W SuperCobra
- Bell AH-1Z Viper
- Bell UH-1Y Venom
- Boeing AH-64 Apache
- KAI KUH-1 Surion
- Kaman SH-2G Super Seasprite
- Kamov Ka-64 Sky Horse
- Leonardo Helicopters AW249
- NHIndustries NH90
- Sikorsky S-70/H-60 series
  - Mitsubishi H-60
  - Piasecki X-49
  - Sikorsky HH-60 Jayhawk
  - Sikorsky HH-60 Pave Hawk
  - Sikorsky SH-60 Seahawk
  - Sikorsky UH-60 Black Hawk
- Sikorsky S-92
  - Sikorsky CH-148 Cyclone

### YT706 turbohřídelový
- Sikorsky MH-60M Black Hawk
- Sikorsky S-97 Raider

### CT7 turbovrtulový
- CASA/IPTN CN-235
- Let L-610G
- Saab 340
- Suchoj Su-80

## Specifikace  (T700)

### Technické údaje
- Typ: turbohřídelový motor
- Délka: 1 200 mm (T700-GE-700/701); 1 220 mm (T700/T6A)
- Průměr: 640 až 660 mm (T700/T6E)
- Hmotnost suchého motoru: 180 kg (YT700-GE-700); 198 kg (T700-GE-700); 244 kg (T700/T6E)

### Součásti
- Kompresor: šestistupňový pětistupňový axiální, jednostupňový radiální
- Spalovací komora: prstencová
- Turbína: 2stupňový proudový motor a 2stupňový turbínový hřídel s volnou turbínou
- Typ paliva: JP-4 nebo JP-5 (YT700-GE-700)
- Olejový systém: samostatný, tlakový, recirkulační suchá jímka

### Výkony
- Maximální výkon: 
  - YT700-GE-700: 1 536 shp (1 145 kW);
  - T700-GE-700: 1 622 shp (1 210 kW);
  - T700/T6E: 2 380 shp (1 775 kW);
  - YT706-GE-700: 2 638 shp (1 967 kW)
- Kompresní poměr: 17:1
- Měrná spotřeba paliva: 0.433 lb/(hp⋅h) (263 g/kWh) (T700/T6E) až 0.465 lb/(hp⋅h) (283 g/kWh) (T700-GE-701A)
- Poměr výkon/hmotnost:  3,84 shp/lb (6,31 kW/kg) (YT700-GE-700); 3,71 shp/lb (6,10 kW/kg) (T700-GE-700); 4,48 shp/lb (7,37 kW/kg) (T700/T6E)